# Zákon o státní statistické službě
Zákon o státní statistické službě je zákon č. 89/1995 Sb., který upravuje státní statistickou službu. Zajišťuje právní rámec pro činnost Českého statistického úřadu.
Statistická služba ve smyslu tohoto zákona zahrnuje získávání údajů, vytváření statistických informací o sociálním, ekonomickém, demografickém a ekologickém vývoji České republiky a jejích jednotlivých částí, poskytování statistických informací a jejich zveřejňování. Její součástí je též zajišťování srovnatelnosti statistických informací a plnění závazků z mezinárodních smluv v oblasti statistiky, kterými je Česká republika vázána.